# Bandiera di São Tomé e Príncipe
La bandiera di São Tomé e Príncipe è stata adottata il 5 novembre 1975. È composta da tre bande orizzontali in giallo (quella centrale) e verde (quelle laterali). Sul lato del pennone è presente un triangolo rosso, che rappresenta la battaglia sanguinosa per l'indipendenza. Sulla banda centrale gialla, di altezza doppia rispetto a quelle verdi, sono presenti due stelle nere a cinque punte, che rappresentano le due isole principali del Paese. I colori giallo, verde e rosso sono i colori panafricani.
È usata come bandiera di comodo.

## Bandiere storiche

Bandiera proposta, ma mai adottata, per la colonia portoghese di São Tomé e Príncipe (1967-1975)